# دیناس پویس
دیناس پویس (به انگلیسی: Dinas Powys) یک منطقهٔ مسکونی در بریتانیا است که در ویل آو گلامورگن واقع شده‌است. دیناس پویس ۷٬۴۹۰ نفر جمعیت دارد.